# Anaglyptus jii
Anaglyptus jii är en skalbaggsart som beskrevs av Holzschuh 1992. Anaglyptus jii ingår i släktet Anaglyptus och familjen långhorningar. Inga underarter finns listade i Catalogue of Life.